# Epicypta borneensis
Epicypta borneensis är en tvåvingeart som först beskrevs av Edwards 1933.  Epicypta borneensis ingår i släktet Epicypta och familjen svampmyggor. Inga underarter finns listade i Catalogue of Life.